# Богдан-Олег Горобчук
Богдан-Олег Горобчук (справжнє ім'я: Горобчук Богдан Дмитрович; нар. 4 червня 1986, Житомир) — український поет, художник, куратор літературно-мистецьких проєктів, учасник музичних проєктів Микола і телевізор, L'eau, Повсякденність.  Кандидат соціологічних наук, викладач соціології, піарник. Співзасновник та артдиректор мистецького об'єднання "Щогла".

## Біографія, поетична та малярська творчість
З грудня 2011 року є активним учасником житомирського поетичного угруповання Мистецька гільдія «Nеабищо», разом з Іллею Стронґовським, Олегом Левченком, Романом Здориком та іншими молодими поетами.
У вересні 2002 року побачила світ перша поетична концептуальна книга — отримала назву «Книга дослідів». Концепція збірки полягала у «колекціонуванні досвідів» модерного письма, при цьому — формалізована згідно з різними типами авангардного наративу. Ауратичність текстів досягалася шляхом ризографічного друку рукописного тексту. Саме штучне конструювання ауратичності текстів та концептуальна подача дали підстави критикам трактувати цю книжку 16-річного поета як вияв постмодерного жесту.
У період з 2003 по 2005 рік веде активну творчу діяльність в мережі, зокрема є дописувачем сайту samvydav.net, одним з авторів Антології українського самвидаву 2000—2004.  З 2005 року відновлює активну поетичну діяльність наживо — відбувається ряд виступів в різних містах України на різноманітних літературних фестивалях тощо: в Харкові в клубі «Остання Барикада» у Львові на Львівському форумі видавців, в Києві тощо. Звідтоді є незмінним активним учасником міжнародних літературних фестивалів — у Києві — «Київські лаври», у Львові — Літфестивалю при Львівському форумі видавців, у Харкові — «Цех», потім — «Харківська барикада» тощо.

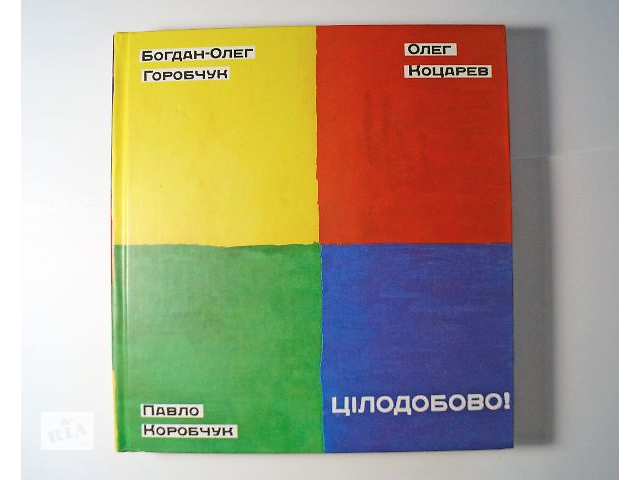
Поетична збірка Богдана-Олега Горобчука, Павла Коробчука та Олега Коцарева «Цілодобово!», Факт, 2007 рік

Поданий 2006 року на конкурс рукопис отримує призову премію видавництва «Смолоскип», в результаті чого навесні 2007 року з'являється поетична книжка Богдана-Олега Горобчука «Місто в Моєму Тілі» (автор післямови до збірки — Сергій Жадан), при оформленні якої використана графіка автора.
Іще перед тим, взимку 2007, у видавництві «Факт» з'являється друком спільна книга трьох поетів — Богдана-Олега Горобчука, Павла Коробчука таОлега Коцарева, що має назву «Цілодобово!». Дизайн книги, високо оцінений критиками, самотужки розробив і втілив Богдан-Олег Горобчук.
Восени 2007 року в тому ж видавництві «Факт» виходить у світ іще одна книга Богдана-Олега Горобчука — «Немає Жодної Різниці», дизайн якої так само розробив автор. Усі три поетичні книги доволі широко представлені в книгарнях та бібліотеках України, зокрема в Києві.
Окрім цього, в період з 2007 до 2009 року Богдан-Олег Горобчук працював над оформленням ряду книг видавництва «Факт» зокрема є автором оформлення збірки поета Івана Андрусяка «Писати Мисліте», прозових книг Тараса Лютого — «Вулики сновидінь» та Сергія Грабаря «Сецесії». Остання книга 2009 року перевидавалась в Німеччині зі збереженням оформлення Богдана-Олега Горобчука.
Взимку 2007 року організовує поетично-мистецький перформанс «ГоКоКоЛа: міцна чоловіча поезія», що з успіхом відбувася у приміщенні Культурного Центру «Смолоскип».
2013 у видавництві «Електрокнига» побачила світ четверта поетична збірка «Етика любові, естетика смерті» (Серія «Цілодобово 2»).
З 2007 і дотепер бере активну участь в літературному житті країни, є частим учасником літературно-мистецьких фестивалів, зокрема влітку 2009 року активно виступав на фестивалях «Фортмісія», «День Незалежності з Махном» тощо. Авторські поетичні вечори регулярно відбуваються в різних містах України останні були в період літа-осені 2009 року в Києві та Житомирі. Позитивно про поетичну творчість Богдана-Олега Горобчука висловлювались відомі українські письменники, зокрема Оксана Забужко, Юрій Андрухович, Сергій Жадан, Анатолій Дністровий та інші.
Є куратором багатьох літературно-мистецьких проєктів, зокрема найчастіше — організованих силами Культурного Центру видавництва «Смолоскип». Отсанній гучний проєкт, проте, не пов'язаний зі «Смолоскипом»: 25 вересня 2009 року в рамках фестивалю «Гогольфест», що відбувався в Мистецькому арсеналі Богдан-Олег Горобчук курував вечір поезосинтезу з двох частин: візуально-аудіопоетичного перформансу та показу найновішої відеопоезії українських авторів.
Поезія Богдана-Олега Горобчука наразі перекладена й опублікована англійською, білоруською, польською, португальською, російською, французькою, німецькою, іспанською, словацькою та литовською мовами. Вірші друкувалися в журналах «Шо», «Київська Русь», «Кур'єр Кривбасу», «Стых» та ін., у численних українських та іноземних анлогіях та альманахах (останнє, зокрема, — видана влітку 2009 року в Ріо-де-Жанейро українсько-португальська двомовна антологія української поезії останніх трьох десятиліть).

Авторитетний журнал ШО у 2014 році опублікував рейтинг ТОП-50 сучасних україномовних поетів, укладений на основі експертного опитування, в якому ім'я Богдана Горобчука фігурує поряд з іменами Сергія Жадана, Юрія Андруховича, Ліни Костенко та інших літераторів.

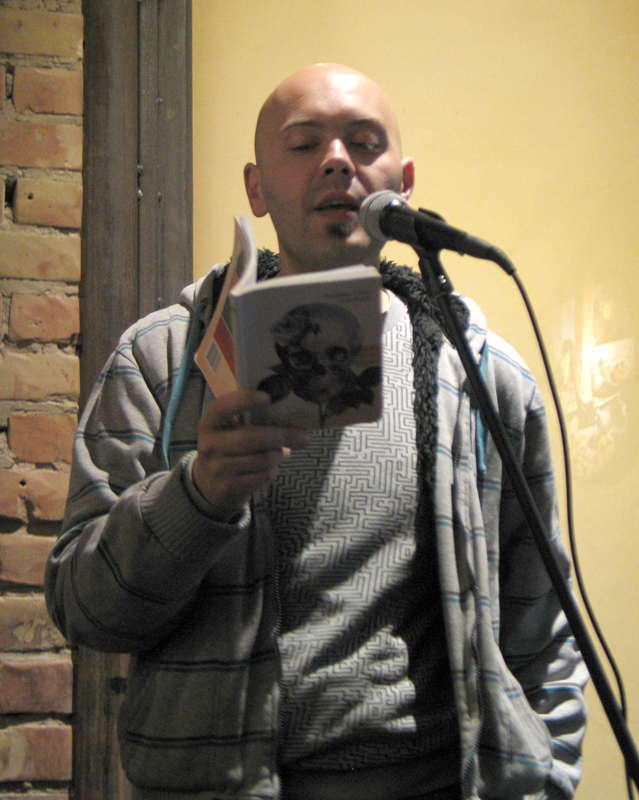
Горобчук виступає на фестивалі «Київські лаври» 15 травня 2015

## Микола і телевізор
Взимку 2014 року Богдан-Олег Горобчук разом із Тарасом Єфіменком та Олександром Уласенком засновують концептуальний проєкт L'eau — у межах проєкту в супроводі електронної музики Олександра Богдан-Олег декламував власні та Тарасові вірші. Проєкт отримав певну популярність у довколапоетичних колах та був заморожений влітку 2014-го року, коли до гурту долучається Елла Євтушенко, і таким чином остаточно оформлюється гурт Микола і телевізор.
Між серпнем 2014 року та листопадом 2015 року був записаний демо-матеріал для першого альбому гурту, дата випуску якого запланована на другу половину 2016 року. Перший концерт проєкту відбувся у серпні 2015 року на розігріві гурту Drunk&Drowned. Із січня 2016 року Микола і телевізор стає частим гостем ефірів у ЗМІ, доносячи свою естетичну позицію до ширших мас слухачів, аніж це було можливо досі, і аніж це дозволяли простори соцмереж (тим паче враховуючи той факт, що від виникнення гурту і до початку 2016 року офіційних сторінок проєкту досі не створено). Так, коментуючи в ефірі Громадського радіо історію гурту, учасники пов'язали її початок з космосом. Для учасників гурту «космосом» було прагнення покоління їхніх батьків відірватися від реальності, піднестися над буденністю. «Наші пісні пронизані тонкою міфологією пізнього радянського періоду, коли радянська ідентичність не витримала атаку вестернізації. Це в жодному разі не ностальгія за Радянським Союзом, якого ми по суті і не застали свідомому віці, народившись в середині 80-х. Ми відчуваємо себе українцями. Але навіщо заперечувати все, що сталось?» — каже Богдан-Олег Горобчук. Розповідаючи про історії виникнення окремих пісень, учасники проєкту Микола і телевізор також наголосили на тому, що тексти — не надумані, вони мають цілком ясну концепцію, лише метафорично переосмислену. Елла Євтушеко: «Вуса» — пісня про вусатого українського космонавта з Херсонщини Віталія Жолобова. Тарас Єфіменко: А щодо «Orlando Baptista» — колись пан Курт Кобейн під час інтерв'ю розповідав про диск несправжньої групи Orlando Baptista, і ми використали цей образ у пісні.
Наразі учасники колективу пишуть студійний матеріал та демозаписи до другого альбому, активно презентують свою творчість, а також експериментують над англомовним та франкомовним матеріалом у межах наразі безіменних другорядних проєктів.

## Культуртригер
- Культуртригер - відео-проєкт, покликаний відкрити чимало таємниць, шок-контенту та сенсацій у світі мистецтва та помирити їх зі логікою розвитку культури. Для всіх, хто цікавиться українською та світовою культурою.

Автори каналу:
Богдан-Олег Горобчук - поет, художник, кандидат соціологічних наук
Елла Євтушенко - поетка, перекладачка, музикантка
- Таємниця "Мисливців на привалі": чому це було всюди? // Культуртригер, 27 лист. 2023, 51:06
- Справжня біографія Іллі Ріпина/"Рєпіна" // Культуртригер, 5 вер. 2023, 2:01:45
- «Культуртригер»: про культуру з подвійним дном та змішані контексти // Ольга Білоусенко
- Культуртригер створює «відео про культуру та мистецтво»; Культуртигреня
- Ріпин, Малевич, Айвазовський — як росіяни крали ...  — Говоримо про все це з соціологом культури, співавтором Youtube-каналу «Культуртригер» Богданом-Олегом Горобчуком // Громадське радіо, 18 черв. 2023
- Metropolitan визнав Куїнджі українським художником Про фейки, які просуває роспропаганда в намаганні присвоїти Куїнджі, читайте в спільній інфографіці Центру протидії дезінформації та YouTube-каналу «Культуртригер» // 13.03.2023 17:39